# Edmund Szoka
Edmund Casimir Szoka (Grand Rapids, Míchigan, 14 de septiembre de 1927 − Novi, Míchigan, 20 de agosto de 2014) fue un cardenal estadounidense, arzobispo emérito de Detroit (Estados Unidos), presidente emérito de la Gobernación de la Ciudad del Vaticano y presidente emérito de la Pontificia Comisión para la Ciudad del Vaticano. 

## Biografía
Sus padres eran Casimir, un inmigrante polaco, y María Szoka. Realizó sus estudios primarios en la escuela St. Michael en Muskegon. Entró en el seminario de St. Joseph en Grand Rapids y San Juan en Plymouth, siempre en Míchigan.
Fue ordenado sacerdote el 5 de junio de 1954 en Marquette y sirvió como vicario en la parroquia de St. Francis en Manistique, Míchigan. En 1955, se convirtió en secretario del obispo Noa de Marquette. Durante el período entre 1955 y 1962 también sirvió como capellán en el Hospital de Santa María. En 1956, fue capellán de la base aérea de K.I. Sawyer en Marquette, Míchigan.
De 1957 a 1959 asistió a la Facultad de Derecho Canónico en la Pontificia Universidad Urbaniana de Roma. Al regresar a los Estados Unidos, desde 1960 hasta 1971 trabajó en el tribunal matrimonial de la diócesis de Marquette, mientras que al mismo tiempo sirvió como asistente del canciller (1962-1969), párroco de San Pío X en Ispheming on North Lake  (1962-1963), párroco de San Cristóbal (1963-1971) y canciller de la diócesis de Marquette. También acompañó a monseñor Noa a la primera sesión del Concilio Ecuménico Vaticano II.
El 11 de junio de 1971 fue elegido Obispo de Gaylord, y fue ordenado el 20 de julio de 1971. Un año más tarde, los obispos de la región pastoral de la cuarta Conferencia Nacional de Obispos Católicos lo eligieron presidente para el período de 1972 a 1977. Al mismo tiempo, fue tesorero y secretario de la Conferencia Episcopal de Míchigan.
El 21 de marzo de 1981 fue nombrado arzobispo de Detroit. Desde 1981, también trabajó como presidente del Consejo de Administración del seminario provincial de San Juan en Plymouth y en el seminario de los Santos Cirilo y Metodio cerca de Orchard Lake. También fue presidente de la junta directiva de la Conferencia Episcopal de Míchigan, miembro del comité ejecutivo de la Universidad Católica y presidente del comité de relaciones universitarias. Administrador del Santuario Nacional de la Inmaculada Concepción, tesorero de la USCCB y en otros comités dentro de la Conferencia: valores humanos, obispos, diócesis y provincias, y asuntos económicos.
Fue arzobispo emérito de Detroit desde abril de 1990. Fue presidente de la Prefectura para los Asuntos Económicos de la Santa Sede de 1990 hasta 1997. Presidente de la Pontificia Comisión para el Estado de la Ciudad del Vaticano desde 1997 hasta 2006. Presidente de la Gobernación de la Ciudad del Vaticano desde 2001 hasta 2006.
Fue creado y proclamado cardenal por Juan Pablo II en el consistorio del 28 de junio de 1988 con el título de Ss. Andrea e Gregorio al Monte Celio (Santos Andrés y Gregorio en el Monte Celio).
En 2001 acudió como representante del Papa a la inauguración del Centro Cultural Papa Juan Pablo II, en Washington D. C..
El cardenal Szoka participó en el cónclave de 2005, en el que fue elegido Benedicto XVI. No pudo votar en el cónclave de 2013 por haber superado la edad límite de 80 años.
Al morir, su funeral se llevó a cabo el 26 de agosto en la Catedral del Santísimo Sacramento en Detroit. Luego, su cuerpo se entierra en el cementerio del Santo Sepulcro en Southfield.